# Jakob Stern

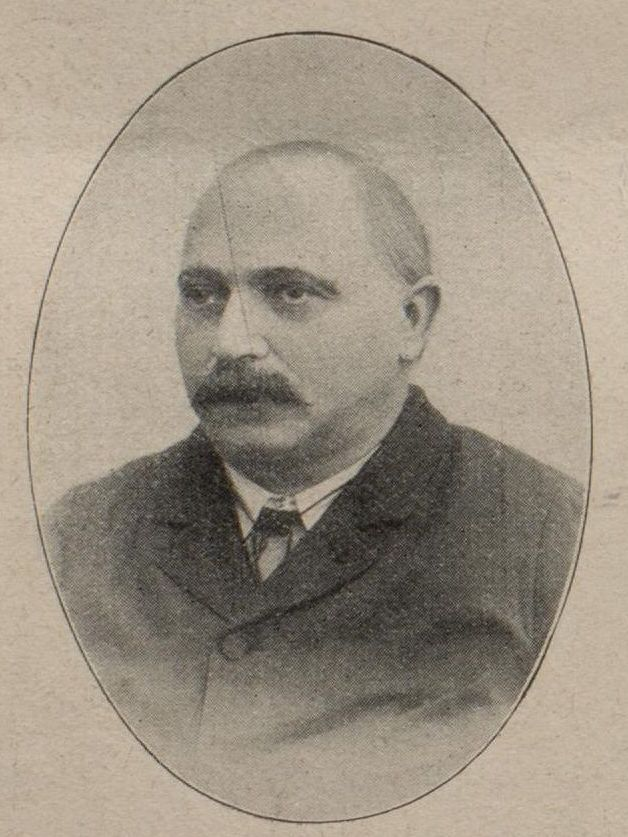
Jakob Stern

Jakob Stern (* 28. Mai 1843 in Niederstetten; † 4. April 1911 in Stuttgart; eigentlich Isaak Stern) war ein deutscher Rabbiner, Journalist und sozialistischer Schriftsteller, der sich vom orthodoxen Juden zum freidenkenden Sozialisten wandelte.

## Leben
Jakob, der ursprünglich Isaak hieß, war der Sohn von Moses Stern (1809–1898) und Flora Stern, geb. Frankfurter (1817–1897). Zunächst lernte er bei dem orthodoxen Rabbiner Mendel Rosenbaum in Zell am Main, ehe er ab 1858 für eineinhalb Jahre die Jeschiwa in Pressburg besuchte, die damals größte und einflussreichste Talmud-Hochschule in Europa. Mit einem Morenu-Diplom zurückgekehrt, bekannte er sich eine Zeitlang zum Chassidismus. In Stuttgart nahm er gymnasialen Privatunterricht und lernte den Reformrabbiner und Mitglied der israelitischen Oberkirchenbehörde Joseph von Maier kennen, bei dem er gewohnt haben soll. 1866 bestand er in Tübingen die  Maturitätsprüfung, Voraussetzung für das Studium der damals so genannten mosaischen Theologie. Die erste Dienstprüfung legte Stern 1869 ab. In dieser Zeit befasste er sich bereits mit Baruch de Spinoza, dessen Schrift Ethik er später vom Lateinischen ins Deutsche übersetzte. Anschließend kehrte er nach Niederstetten zurück, wo er als Rabbinatskandidat auf eine Stelle wartete. Auf seine Anregung hin gründete sich in Niederstetten ein reformjüdischer Verein. In seiner Heimatstadt heiratete er 1872 Rebekka (Rifka) Ney, die 1886 verstarb. Das Ehepaar hatte zwei Töchter und zwei Söhne. Beide Söhne kamen nach dem Tod der Mutter bei Verwandten in den Vereinigten Staaten unter, die Töchter Maria und Viola blieben beim Vater. Viola wurde während der nationalsozialistischen Gewaltherrschaft in das KZ Theresienstadt deportiert und überlebte.
Noch von Niederstetten aus veröffentlichte er in Berlin und Leipzig sein zweibändiges Werk Gottesflamme, dem er das Motto voransetzte: „Die Religion Israels nach dem Geiste und die reine Religion der Humanität sind identisch“. Er sprach sich darin gegen „die Beobachtung jener vielen Ceremonialgesetze“ aus, sofern sie mit der Vernunft in Widerspruch stünden. Die Vernunft sei das „einzige, unfehlbare Organ der göttlichen Offenbarung“. Die „Forderung vernunftwidrige Lehren zu glauben und anzuerkennen“ sei eine religionsfeindliche und, verschärfend, diese Forderung sei „Blasphemie“.

### Bruch mit dem Judentum
Vom November 1873 an war er beim Bezirksrabbinat Mühringen als Rabbinatsverweser tätig. 1874 absolvierte er die zweite Dienstprüfung und wurde als Rabbiner nach Buttenhausen bei Münsingen versetzt. In der Anfangszeit gelang es ihm den Gottesdienst nach seinen Vorstellungen zu gestalten, doch dann eskalierte die Situation mit seinen lokalen Gegnern. 1879 wurde ein Disziplinarverfahren wegen Verfehlungen gegen das Ritualgesetz eingeleitet. Auf Grund seiner  freidenkerischen Äußerungen und Veröffentlichungen und weil er Buttenhausener Juden des Wuchers bezichtigte, wurde er 1880 als Rabbiner suspendiert und 1882 ohne Bezüge endgültig aus dem Rabbinat entlassen. Die Vorwürfe, Beschuldigungen und Vorkommnisse waren derart zahlreich, wenn auch häufig aberwitzig, dass sich zum „Fall Stern“ laut Hellmut G. Haasis einige tausend Seiten starke „Aktenberge“ in den staatlichen Archiven von Stuttgart, Ludwigsburg und Sigmaringen erhalten haben. Die Ereignisse in Buttenhausen zogen absurde Behauptungen und Legenden nach sich, wozu auch jene von Eduard Fuchs geschilderte Szene zu zählen ist, Stern habe sich am Sabbat vor die Stuttgarter Synagoge gesetzt und demonstrativ Schinkenbrötchen gegessen.

### Sozialdemokratische Aktivitäten
Nach seiner Entlassung aus dem Rabbinat arbeitete Stern als Journalist und freier Schriftsteller in Stuttgart. Er soll zum Christentum übergetreten sein, doch spricht eine Konfessionsloserklärung für sich und seine Familie vom März 1883 dagegen. Jakob Stern wurde während des Sozialistengesetzes und vor allem nach 1890 zu einem der theoretischen Wortführer der Sozialdemokraten Württembergs. Für deren Presseorgan, die Schwäbische Tagwacht, schrieb er regelmäßig die Leitartikel. Er kandidierte 1887 für den Reichstag, 1889 für den württembergischen Landtag und betätigte sich als sozialdemokratischer Funktionär. Als Journalist und gewandter Redner sei Stern, so Clara Zetkin, der „Liebling und Wortführer der Stuttgarter Arbeiterschaft“ gewesen. Dabei hatte es Stern als Intellektueller unter den württembergischen Parteikollegen weitaus schwerer, als es Zetkins Nachruf und das daraus entnommene Zitat vermittelt.

„‚Was wird wohl unser Rabbi heute sagen?‘ – ‚Ich bin neugierig, wie das Jaköble sich dazu stellt.‘ Das waren Fragen, die in den neunziger Jahren einander begegnende Parteigenossen in Stuttgart sich zuriefen, wenn die Gemüter durch ein bedeutsames Ereignis des öffentlichen Lebens erregt wurden, […]“

Ende Mai 1886 hielt Jakob Stern auf dem Stuttgarter Freidenkerkongress eine Rede mit dem Titel Halbes und ganzes Freidenkertum, in der er betonte, dass der „ganze“ Freidenker sich nicht nur auf das religiöse Gebiet beschränken dürfe. Vielmehr seien vernünftige politische und soziale Verhältnisse der Boden, in welchem die Vernunft ihre Wurzeln ausbreiten könne. Das Freidenkertum müsse sich mit dem Geschick der Arbeiterbewegung verketten. Damit wandte er sich nicht nur gegen bürgerliche Freidenker wie Ludwig Büchner, sondern auch gegen seinen (Sterns) Vorgänger in der Stuttgarter Freidenkergemeinde, Albert Dulk, der gleichwohl bekennender Sozialist, dem Kampf gegen die konfessionellen Religionen die Priorität zusprach.
Auf dem Erfurter Parteitag der Sozialdemokratischen Partei von 1891 legte Jakob Stern einen eigenen Programmentwurf vor.
Einen Doktortitel hat Jakob Stern nie erworben. Zwar reichte er im Juli 1880 in Tübingen ein Promotionsgesuch ein, jedoch zog er „auf Anraten der Fakultät“ sein Gesuch kurz darauf zurück. Das gescheiterte Promotionsthema Thierquälerei und Thierleben in der jüdischen Literatur publizierte er noch im gleichen Jahr bei Schabelitz im Züricher Verlags-Magazin.

### Tod
Seit 1903 konnte Jakob Stern nicht mehr öffentlich auftreten, da er an schweren Depressionen litt, doch war er weiterhin schriftstellerisch tätig. Um 1909 erkrankte er an Darmkrebs. In suizidaler Absicht schoss er sich am 1. April 1911 eine Kugel in den Kopf, überlebte schwerverletzt, starb aber drei Tage später im Stuttgarter Bürgerhospital.

### Varia
Der Schweizer Schriftsteller Charles Lewinsky lässt in seinem Roman Melnitz eine Figur mit dem Namen „Dr. Jakob Stern“ auftreten, einen Rabbiner aus der kleinen Ortschaft Buttenhausen. Er wird zum Freidenker und sinniert über das Schächten von Opfertieren. Tatsächlich reichte der historische Jakob Stern im Juli 1880 ein entsprechendes Promotionsgesuch in Tübingen ein, siehe dazu aber den Abschnitt weiter oben.

## Werke (Auswahl)
Laut Biographischem Handbuch der Rabbiner (S. 591) hinterließ Jakob Stern etwa 40 eigenständige Publikationen sowie eine enorme Anzahl von Aufsätzen und Zeitungsartikeln. Seine Themen umfassten nicht nur Theologie, Philosophie und Politik, sondern auch Drama, Komödie und Satire. Zudem schrieb er Benimmbücher, Ratgeber und gab gesammelte Humoristika heraus. Stern nutzte dabei insgesamt mindestens 17 Pseudonyme.
- 1872/73: Gottesflamme. Religiöse Reden über die Festtage und Wochenabschnitte, 2 Bände. Online der 1. Band, Berlin 1872:. Der 2. Band erschien 1873 in Leipzig
- 1878: Der alte und der neue Glaube im Judentum
- 1879: Die Frau im Talmud
- 1879: Lehrbuch der Vernunftreligion als Pater Ambrosius
- 1880: Thierquälerei und Thierleben in der jüdischen Literatur: Den Thierschutzvereinen gewidmet. Online:
- 1882: Lichtstrahlen aus dem Talmud (Neudruck 1929)
- 1883: Das Schächten. Steitschrift gegen den jüdischen Schlachtritus
- 1883: Die Religion der Zukunft. J. H. W. Dietz, Stuttgart (mehrere Auflagen)
- 1883: Unbeschränkte Volksvermehrung
- 1884: Giebt es Gespenster?
- 1886: Halbes und ganzes Freidenkertum. Zeit- und Streitschrift. J. H. W. Dietz, Stuttgart
- 1888: Der Einfluß der sozialen Zustände auf alle Zweige des Kulturlebens. J. H. W. Dietz, Stuttgart (mehrere Auflagen)
- 1889: Thesen über den Sozialismus. Sein Wesen, seine Durchführbarkeit und Zweckmäßigkeit. J. H. W. Dietz, Stuttgart
- 1890 Die Soziale Krankheit, ihre Ursachen und ihre Heilung. J. H. W. Dietz, Stuttgart
- 1890: Nach zwölf Jahren
- 1890: Die Philosophie Spinozas. Erstmals gründlich aufgehellt und populär dargestellt. J. H. W. Dietz, Stuttgart (mehrere Auflagen) (=Internationale Bibliothek 8)
- 1891: Die Bismarckspende. Lustspiel in zwei Aufzügen. J. H. W. Dietz, Stuttgart
- 1894: Morgenroth: Sozialdemokratische Fest- und Zeitgedichte, Folge 1 und 2
- 1899: Das Lexikon der feinen Sitte. Neuestes Universalbuch des guten Tones und der feinen Lebensart. Praktisches Hand- und Nachschlagewerk für alle Fälle des gesellschaftlichen Verkehrs (Neudruck 1926)
- 1906: Der Zukunftsstaat. Thesen über den Sozialismus. Sein Wesen, seine Durchführbarkeit und Zweckmäßigkeit, 5. wesentlich verbesserte Auflage
- 1907: Gott? Gottglaube oder Atheismus?
- 1909: Tod der Todesstrafe